# 方成都
方成都（？—？），字穉華，浙江嚴州府遂安縣人，明末清初儒林人士，以臨摹二王書法聞名。  

## 生平
禮部尚書東閣大學士方逢年長子，方逢年在京師為官的時候，方成都白天親奉母親毛氏及料理家務，夜間溫習經史，臨摹王羲之父子書法，順治八年（1651年）入太學。成都個性嚴正，不喜歡關說，但是卻樂於助人。有一位杭州低階李姓軍官因故罷職，沒有錢回故鄉，成都給他一筆錢，李某無以為報，後來送他兩位女兒前來答謝，成都卻嚴詞拒絕了。族兄方可銓和王姓官吏爭奪宅地，成都插手處理，有姚姓官吏故意假寄家書，想要羅織方家的罪名，成都遭到凌辱之後，後來東窗事發，王姓和姚姓官吏敗訴，成都不願意結仇，原諒王姓和姚姓官吏，大家都很佩服他的度量。